# محطة أبوا
أبوا (من الاسم اللاتيني لمدينة توركو) هي محطة بحوث فلندية في أنتاركتيكا بنيت عام 1988. تقع المحطة في 73°03′S 13°25′W / 73.050°S 13.417°W في أرض الملكة مود بعيدة ب 130 كلم عن الساحل وموقعها تحيط به نتوء صخرية مسمى باسن قرب جبال فيستفجيلا. بنيت المحطة وصممت تحت اشراف مركز البحوث التقنية في فنلندا ومولت من قبل وزارة التجارة والصناعة (الآن جزء من وزارة التشغيل والاقتصاد).
تستعمل المحطة في الصيف فقط. تسمح المحطة باستقبال 12 عالما كمكان بحوث وعيش ومكان عيش مؤقت ل18 شخصا. محطة واسا السويدية تبعد عنها فقط ب 200 متر عن محطة أبوا. وتشكلان معا محطة التخييم Nordenskiöld وتعملان في تعاون وثيق.
تتضمن هذه المقالة مواد من مقالة ويكيبيديا الفنلندية Aboa (asema)، بمراجعة 2009/03/02.